# Past Imperfect, Present Tense
Past Imperfect, Present Tense je první sólové studiové album amerického hudebníka Erika Sanka. Vydala jej 4. září roku 2001 společnost Jetset Records. Veškeré nástroje si Sanko nahrál sám a je rovněž autorem všech písní. V závěrečné písni s názvem „Du Skal Nok Klare Den“ zpívá Berte Fischer-Hansen. Svůj druhý sólový počin Puppet Boy vydal Sanko až po patnácti letech.

## Seznam skladeb
Autorem všech skladeb je Erik Sanko.
1. „While You Were Out“ – 3:50
2. „Overboard“ – 2:13
3. „That Train“ – 3:00
4. „The Perfect Flaw“ – 4:24
5. „Blow Wind, Blow“ – 3:46
6. „Finger String“ – 3:35
7. „Easy to Remember“ – 2:52
8. „I'll Wake Up“ – 3:25
9. „I Get Along Fine“ – 2:33
10. „The Ghost of a Snake“ – 5:07
11. „Du Skal Nok Klare Den“ – 2:36